# Ле
Ле (фр. Lées) је река у Француској. Дуга је 56 km. Улива се у Адур. 